# Алберона
Алберо̀на (на италиански: Alberona, на местен диалект Areveròne, Аревероне) е село и община в Южна Италия, провинция Фоджа, регион Пулия. Разположено е на 732 m надморска височина. Населението на общината е 999 души (към 2010 г.).